# خراوة (إب)

تعديل مصدري - تعديل

خراوة محلة تابعة لقرية منقذة، التابعة لعزلة جبل معود بمديرية إب إحدى مديريات محافظة إب في الجمهورية اليمنية.، بلغ تعداد سكانها 155 حسب تعداد اليمن لعام 2004.